# Luke Roberts
Luke Justin Roberts (Adelaide, 25 gennaio 1977) è un dirigente sportivo, ex pistard e ciclista su strada australiano. Attivo nel professionismo dal 2002 al 2014, è stato campione olimpico dell'inseguimento a squadre ad Atene 2004 e tre volte campione del mondo di specialità (2002, 2003, 2004). Dopo il ritiro dall'agonismo è divenuto direttore sportivo del Team Picnic PostNL (già Giant, Sunweb e DSM).

## Carriera
Specialista dell'inseguimento, tra gli juniors ottenne tre titoli mondiali, due nella prova a squadre (1994 e 1995) e uno nella prova individuale (1995). Nella categoria Open nel 1998 ottenne tre vittorie in Coppa del mondo, e l'anno dopo altre due. Nel 2000 partecipò ai Giochi olimpici di Sydney, classificandosi al nono posto nell'inseguimento individuale. Nel 2001 ottenne il primo successo su strada, imponendosi in una tappa del Tour Down Under.
Nel 2002 passò professionista con la squadra tedesca ComNet-Senges; in stagione vinse il Tour of Tasmania e fu campione del mondo dell'inseguimento a squadre, ottenendo anche il secondo posto nella prova individuale. Il 2003 lo vide imporsi in una tappa del Giro del Capo, una del Ringerike Grand Prix e due del Giro del Veneto e delle Dolomiti, oltre a bissare il titolo mondiale dell'inseguimento a squadre. Nel 2004 vinse una tappa al Rheinland-Pfalz-Rundfahrt e una al Tour de Normandie; su pista fu campione mondiale e olimpico dell'inseguimento a squadre.
Nel 2005 si trasferì tra le file del ProTeam danese CSC, vincendo la cronometro a squadre del Tour Méditerranéen e partecipando al Tour de France. Nel 2006 vinse una tappa allo Hessen-Rundfahrt, l'anno dopo l'Eindhoven Team Time Trial con la CSC. Nel 2008 tornò in Germania, al Team Kuota, vincendo una tappa al Giro del Capo; nella stagione successiva si impose nella Sei giorni di Grenoble su pista. Nel 2010 passò alla Milram, ottenendo una vittoria di tappa alla Vuelta a Murcia e partecipando a Giro e Tour. Nel 2011 passò alla Saxo Bank (ex CSC), partecipando al Giro d'Italia 2012, mentre dal 2013 al 2014 gareggiò per il Team Stölting. Lasciò l'attività agonistica nel maggio 2014.
Nello stesso 2014 assume la carica di direttore sportivo per il Team Stölting, e nel 2015 è attivo come ds per il team danese Cult Energy. Dal 2016 affianca Rudi Kemna nello staff tecnico del WorldTeam Picnic PostNL, nota in precedenza come Giant, Sunweb e DSM.

## Palmarès

### Pista
- 1994 (Juniores)

Campionati del mondo juniors, Inseguimento a squadre (con Bradley McGee, Ian Christison e Grigg Homan)
- 1995 (Juniores)

Campionati del mondo juniors, Inseguimento a squadre (con Matthew Meaney, Ian Christison e Timothy Lyons)
Campionati del mondo juniors, Inseguimento individuale
- 1998

1ª prova Coppa del mondo, Inseguimento individuale (Cali)
2ª prova Coppa del mondo, Inseguimento a squadre (Victoria, con Michael Rogers, Brett Lancaster e Timothy Lyons)
2ª prova Coppa del mondo, Americana (Victoria, con Michael Rogers)
Giochi del Commonwealth, Inseguimento a squadre (Kuala Lumpur, con Bradley McGee,  Brett Lancaster, Timothy Lyons e Michael Rogers)
- 1999

Campionati australiani, Inseguimento individuale
2ª prova Coppa del mondo, Inseguimento a squadre (Frisco, con Graeme Brown, Nigel Grigg e Brett Lancaster)
5ª prova Coppa del mondo, Inseguimento a squadre (Cali, con Graeme Brown, Nigel Grigg e Brett Lancaster)
- 2000

Campionati australiani, Inseguimento individuale
- 2002

Campionati del mondo, Inseguimento a squadre (con Brett Lancaster, Peter Dawson e Stephen Wooldridge)
Giochi del Commonwealth, Inseguimento a squadre (Manchester, con Graeme Brown, Peter Dawson e Mark Renshaw)
- 2003

3ª prova Coppa del mondo, Inseguimento individuale (Città del Capo)
Campionati del mondo, inseguimento a squadre (con Peter Dawson, Graeme Brown e Brett Lancaster)
- 2004

Campionati del mondo, Inseguimento a squadre (con Peter Dawson, Stephen Wooldridge e Ashley Hutchinson)
Giochi olimpici, inseguimento a squadre (con Graeme Brown, Bradley McGee e Brett Lancaster)
- 2009

Sei giorni di Grenoble (con Franco Marvulli)

#### Altri successi
- 1999

Classifica generale Coppa del mondo, Inseguimento individuale

### Strada
- 2001 (due vittorie)

4ª tappa Tour Down Under (Unley > Strathalbyn)
4ª tappa Arden Challenge (Meix-devant-Virton > Les Fossés)
- 2002 (Team ComNet-Senges, una vittoria)

Classifica generale Tour of Tasmania
- 2003 (Team ComNet-Senges, quattro vittorie)

3ª tappa Giro del Capo (Paarl > Paarl)
5ª tappa Ringerike Grand Prix (Hønefoss > Hønefoss)
Prologo Giro del Veneto e delle Dolomiti (Alonte, cronometro)
4ª tappa Giro del Veneto e delle Dolomiti (Pionca di Vigonza, cronometro)
- 2004 (Team ComNet-Senges, due vittorie)

6ª tappa Tour de Normandie (Domfront > Saint-Hilaire-du-Harcouët)
1ª tappa Rheinland-Pfalz-Rundfahrt (Pirmasens > Worms)
- 2006 (Team CSC, una vittoria)

4ª tappa Hessen-Rundfahrt (Griesheim > Wiesbaden)
- 2008 (Team Kuota-Senges, una vittoria)

3ª tappa Giro del Capo (Paarl > Paarl)
- 2010 (Team Milram, una vittoria)

3ª tappa Vuelta a Murcia (Las Torres de Cotillas > Alhama de Murcia)
- 2013 (Team Stölting, una vittoria)

Prologo Istrian Spring Trophy (Umago, cronometro)

### Altri successi
- 2002 (ComNet-Senges)

Criterium di Stolberg-Breinig
Criterium di Mülheim
Criterium di Dortmund-Lütgendortmund
- 2005 (Team CSC)

4ª tappa Tour Méditerranéen (Bouc-Bel-Air > Berre-l'Étang, cronosquadre)
- 2007 (Team CSC)

Eindhoven Team Time Trial (cronosquadre)
- 2008 (Team Kuota-Senges)

Criterium di Stolberg-Breinig
- 2010 (Team Milram)

Sparkassen Giro Bochum Wochenende Tag 1
- 2011 (Saxo Bank-Sungard)

Classifica della montagna Tour Down Under
- 2013 (Team Stölting)

KIA-Rü-Cup

## Piazzamenti

### Grandi Giri
- Giro d'Italia

2010: 124º
2012: 115º
- Tour de France

2005: 102º
2010: 100º

### Classiche monumento
- Milano-Sanremo

2007: 130º
2010: 141º
- Giro delle Fiandre

2005: 54º
2006: 66º
2012: 91º
- Parigi-Roubaix

2005: 59º
2006: ritirato
2007: ritirato
2010: ritirato
2011: fuori tempo massimo
2012: fuori tempo massimo
- Liegi-Bastogne-Liegi

2011: ritirato

### Competizioni mondiali
- Campionati del mondo su pista

Quito 1994 - Inseguimento a squadre juniors: vincitore
Quito 1994 - Inseguimento individuale juniors: 3º
San Marino 1995 - Inseguimento a squadre juniors: vincitore
San Marino 1995 - Inseguimento individuale juniors: vincitore
Ballerup 2002 - Inseguimento a squadre: vincitore
Ballerup 2002 - Inseguimento individuale: 2º
Stoccarda 2003 - Inseguimento a squadre: vincitore
Stoccarda 2003 - Inseguimento individuale: 2º
Melbourne 2004 - Inseguimento a squadre: vincitore
Melbourne 2004 - Inseguimento individuale: 4º
Melbourne 2004 - Americana: 4º
Manchester 2008 - Inseguimento a squadre: 3º
Manchester 2008 - Inseguimento individuale: 7º
- Campionati del mondo su strada

Verona 2004 - In linea Elite: ritirato
Valkenburg 2012 - Cronosquadre: 13°
- Giochi olimpici

Sydney 2000 - Inseguimento individuale: 9º
Atene 2004 - Inseguimento a squadre: vincitore
Atene 2004 - Inseguimento individuale: 5º
Pechino 2008 - Inseguimento a squadre: 4º
- Coppa del mondo su pista

1999 - Inseguimento: vincitore